# Sidi Mohamed Ould Cheikh Abdallahi
Sidi Mohamed Ould Cheikh Abdallahi (en arabe : سيدي محمد ولد الشيخ عبد الله), né en 1938 et mort le 23 novembre 2020 à Nouakchott, est un homme d'État mauritanien. Président de la république islamique de Mauritanie depuis le 19 avril 2007, il est renversé le 6 août 2008 à la suite d'un coup d'État militaire mené par le général Mohamed Ould Abdel Aziz.      

## Biographie

### Gouvernements et exils
Sidi Mohamed Ould Cheikh Abdallahi accompagne le ministre des Affaires étrangères Birane Mamadou Wane lors de sa visite diplomatique en Chine en février 1967.   
Il est, de 1971 à juillet 1978, ministre d'État, ministre de l'Économie dans le gouvernement de Moktar Ould Daddah. Il est emprisonné lors de la chute du gouvernement de ce dernier. Une fois libéré, il devient conseiller économique pour le Koweït de 1982 à 1985.  
Revenu en Mauritanie en 1986, il est nommé ministre de l’Hydraulique et de l'Énergie, puis ministre des Pêches et des Affaires Maritimes par Maaouiya Ould Sid'Ahmed Taya. 
En 1989, il se brouille avec la présidence, ce qui le pousse à s'exiler à nouveau. Il reprend son travail pour le Koweït dans un service d'aide au développement au Niger. Il ne revient en Mauritanie qu'en 2003 et renoue aussitôt avec la politique. 

### Présidentielle de 2007
Lors du premier tour de l'élection présidentielle qui se déroule le 11 mars 2007, il obtient 24,80 % des voix. Le 25 mars, il est élu lors du second tour avec 373 519 voix, soit 52,89 % des suffrages exprimés, face à Ahmed Ould Daddah qui lui a obtenu 47,11 % (premier tour 20,70 %). Il est officiellement investi président de la République le 19 avril. 
Il a inscrit la restauration de l’unité nationale, la consolidation de l’État de droit « par l’approfondissement de la démocratie » et la lutte contre la pauvreté au rang des axes prioritaires de son mandat pour les cinq prochaines années. Le nouveau président s’est engagé à promulguer une nouvelle législation pour enrayer définitivement le phénomène et à mener « une politique de discrimination positive » à l’égard des anciennes victimes.  
Une meilleure répartition des richesses nationales dans un pays de 3,1 millions d’habitants pourvu de nombreuses ressources naturelles et où l’incidence de pauvreté reste encore au-dessus de 40 % va, enfin, constituer un chantier important du nouveau pouvoir, estiment les observateurs. 
Sidi Mohamed Ould Cheikh Abdallahi a recueilli 52,85 % des suffrages lors du 2e tour d’un scrutin présidentiel qualifié de « transparent et crédible » par l’ensemble des observateurs. Cette élection a mis un terme à 19 mois d’une transition militaire marquée par pas moins de cinq consultations électorales. 
Il devient alors le premier président élu démocratiquement de l'histoire de son pays.   

### Exercice du pouvoir
La présidence effective d'Abdallahi est d'environ quinze mois.  
Elle est marquée par un nouveau dispositif législatif et policier punissant plus sévèrement l'esclavage. La notion d'esclavage est redéfinie dans un sens plus large, des peines de cinq à dix ans de prison sont prévues pour les propriétaires d'esclaves ainsi que contre les fonctionnaires trop laxistes ou corrompus. La loi de 1981 prévoyant une indemnisation pour les propriétaires perdant des esclaves est abrogée.  
Conformément à sa promesse électorale, son gouvernement commence à organiser le retour des « réfugiés négro-mauritaniens » installés au Sénégal depuis le conflit sénégalo-mauritanien de 1989. Le processus est cependant critiqué par les Forces de libération des Africains de Mauritanie (ex-FLAM) qui le juge trop lent et pas assez généreux. 
En avril 2008, face à la crise alimentaire mondiale de 2007-2008, il décide de créer une banque de céréales, de supprimer les taxes douanières sur le riz et de subventionner les prix du gaz et de l’électricité et diverses mesures pour éviter la famine dans les zones les moins accessibles. Le coût du programme est évalué à 75 millions d'euros. Dans le même temps, il annonce des mesures pour faciliter l'accès aux logements à Nouakchott. 

### Coup d'État d'août 2008
Le 6 août 2008, Sidi Mohamed Ould Cheikh Abdallahi est arrêté avec son Premier ministre Yahya Ould Ahmed El Waghef par des militaires lors d'un coup d'État militaire. Le responsable du putsch n'est autre que le chef de la garde présidentielle (BASEP), le général Mohamed Ould Abdel Aziz, limogé par décret quelques heures auparavant par le président. Ce dernier a été emmené dans un endroit tenu secret par les militaires et sa résidence privée. 
Par la suite, la police a réprimé des manifestations hostiles au putsch, organisées par le Front national pour la défense de la démocratie. 

### Après la présidence
Le 21 novembre 2008, il est transféré de sa villa à son village natal, mais reste en résidence surveillée. Le 21 décembre, il est libéré par la junte. 
En mars 2009, il rejette l'octroi par la junte d'un passeport diplomatique avec la mention « ancien président ». Le 3 juin 2009, le scrutin présidentiel, initialement fixé au 6 juin, est reporté au 15 juillet. Le 27 juin, après avoir formé la veille un gouvernement de transition et que la junte ait été placée sous tutelle de celui-ci, il présente sa démission, permettant le début de la transition. 
Depuis le départ de Sidi Mohamed Ould Cheikh Abdallahi, un front de résistants milite en faveur de son retour, le Front pour le retour de Sidi, qui selon les révélations de WikiLeaks, est toujours actif en 2010. 

## Distinctions
- Grand officier de l'ordre du Mono (1975)[16]